# Dubajský záliv

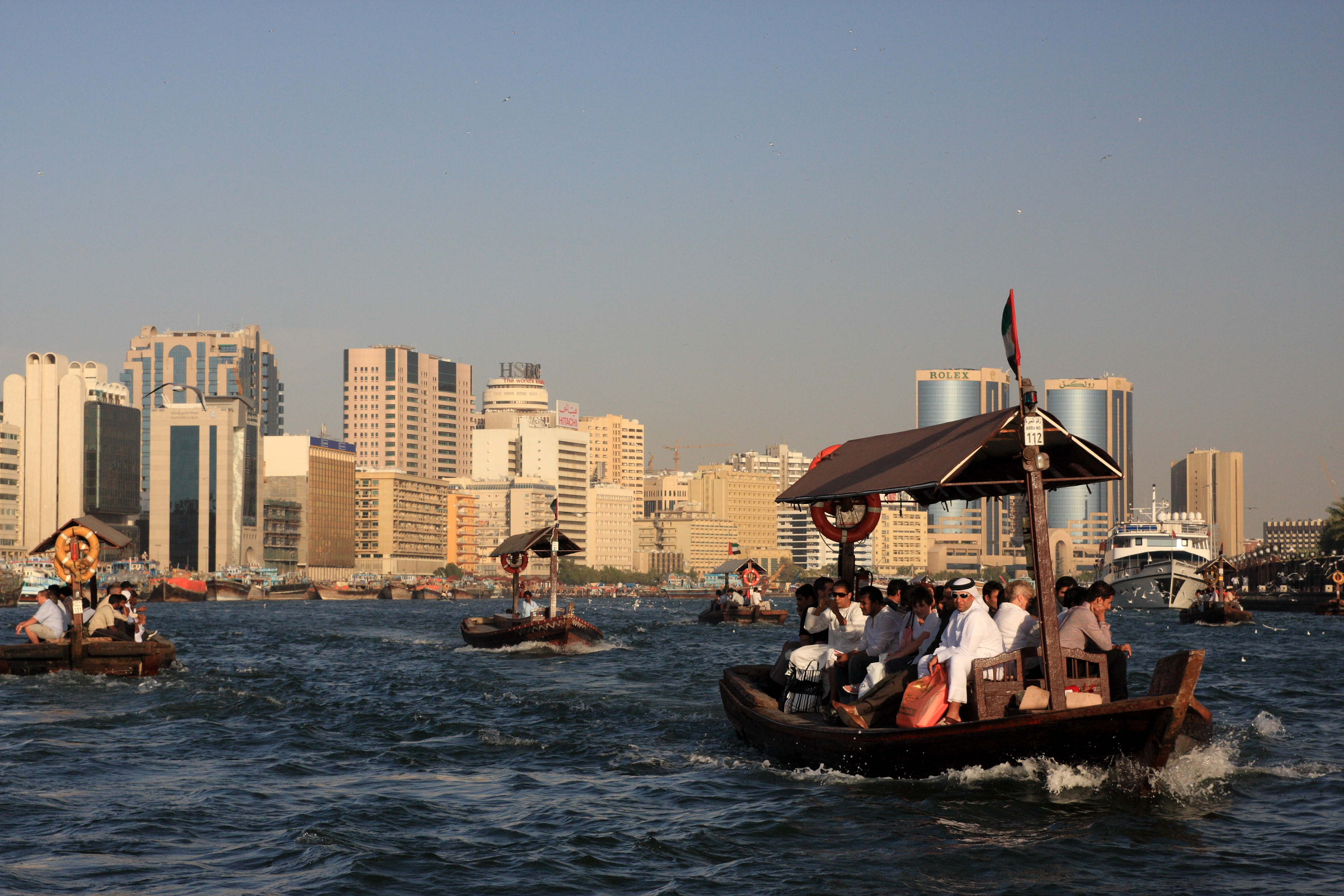
Abry v Dubajském zálivu

Dubajský záliv (arabskyخور دبي, Al-Chor) je mořský záliv v Dubaji ve Spojených arabských emirátech. V minulosti dosahoval k mokřadu Ras Al Khor, později se stal součásí nového dubajského kanálu a sahá až do Perského zálivu. Některé zdroje uvádějí, že záliv kdysi zasahoval daleko do vnitrozemí (až na území dnešního emirátu Al-Ain), a staří Řekové ho označovali jako řeku Zara.

## Historie
Dubajský záliv rozděluje původní centrum Dubaje na dvě hlavní části – Deiru a Bur Dubai. Právě v okolí Dubajského zálivu se v 19. století usadil kmen Bani Yas, který ve městě založil dynastii Al Maktúm. Přestože nebyl schopen pojmout velké množství dopravy, sloužil záliv na začátku 20. století jako malý přístav pro obchodní lodě až z poměrně daleké Indie a východní Afriky. Když ve 30. letech 20. století začal tvořit většinu ekonomiky města vývoz perel (nejprve lovených v zálivu, později perel z chovů), záliv se stal důležitým (a zároveň jediným) dubajským přístavem.

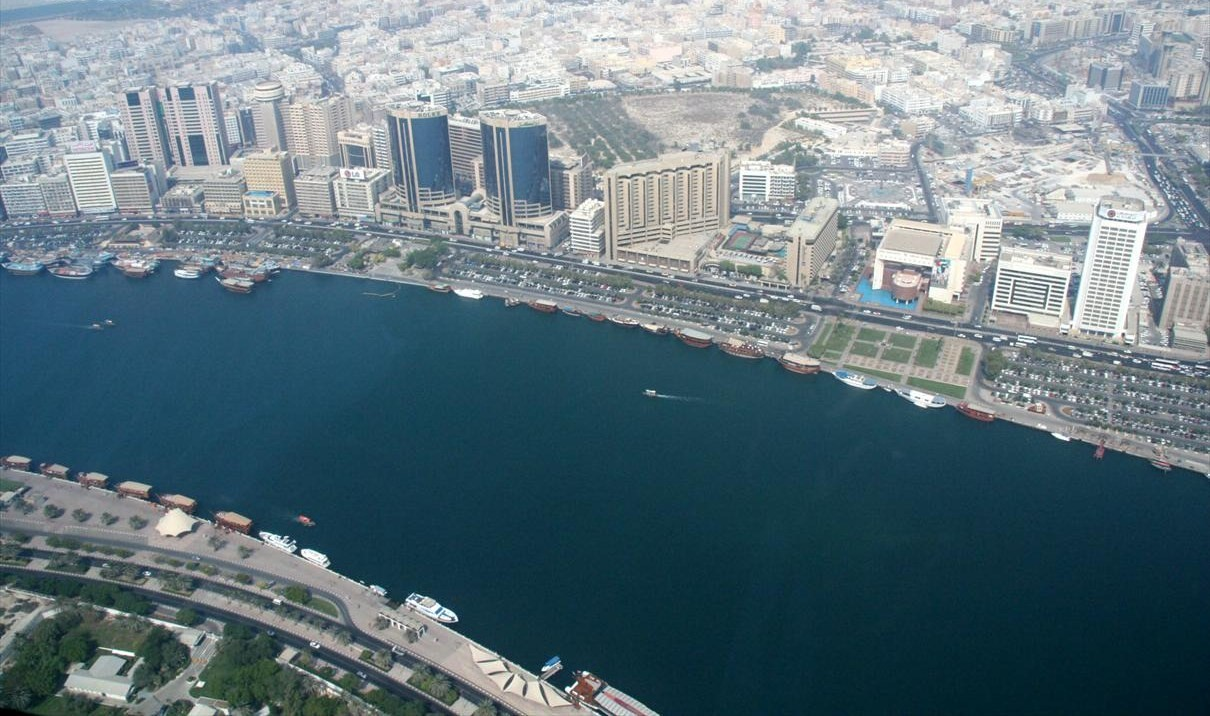
Dubajský záliv v roce 2007

V té době velmi důležitý rybolov byl také soustředěn podél zálivu, protože jeho teplá a mělká voda nabízela mnoho různých druhů mořských živočichů. Na pobřeží se stavěly lodě, uzpůsobené pro rybaření. Vzrůstající komerční význam zálivu dal impuls k jeho rozšíření (uzpůsobení pro plavidla s větším ponorem a usnadnění nakládání a vykládání nákladu). Plán byl vypracován v roce 1955, a zahrnoval prohloubení mělčin, stavbu vlnolamů a vybudování nákladního přístaviště na pláži. V roce 1961 byl záliv poprvé prohlouben, což umožnilo plavidlům s ponorem do 2,1 m proplout i za odlivu. V 60. a 70. letech byl kanál prohlubován znovu, aby v něm mohla kotvit plavidla o celkovém objemu nákladu přibližně 500 tun. Rozšíření zálivu vedlo k jeho intenzivnějšímu dopravnímu i obchodnímu využívání, a dalo Dubaji výhodu nad Šardžou, tehdejším dominantním obchodním centrem v regionu. Přestože význam zálivu výrazně klesl se vznikem přístavu Džebel Ali, menší přístavy (např. přístav Saeed) v zálivu stále fungují, a jsou využívány obchodníky z regionu a z Indického subkontinentu.
Na straně zálivu blíže k Deiře se nachází z významných staveb například mrakodrapy Deira Twin Towers, Dubai Creek Tower, budova Národní banky či budova Obchodní a průmyslové komory. Na protějším břehu se nachází Dubai Creek Park, jeden z největších parků v Dubaji.
V zálivu se stále používá doprava na abrách – tradičních dřevěných lodích. Kromě toho jsou východní a západní břehy spojeny čtyřmi mosty a silničním tunelem.

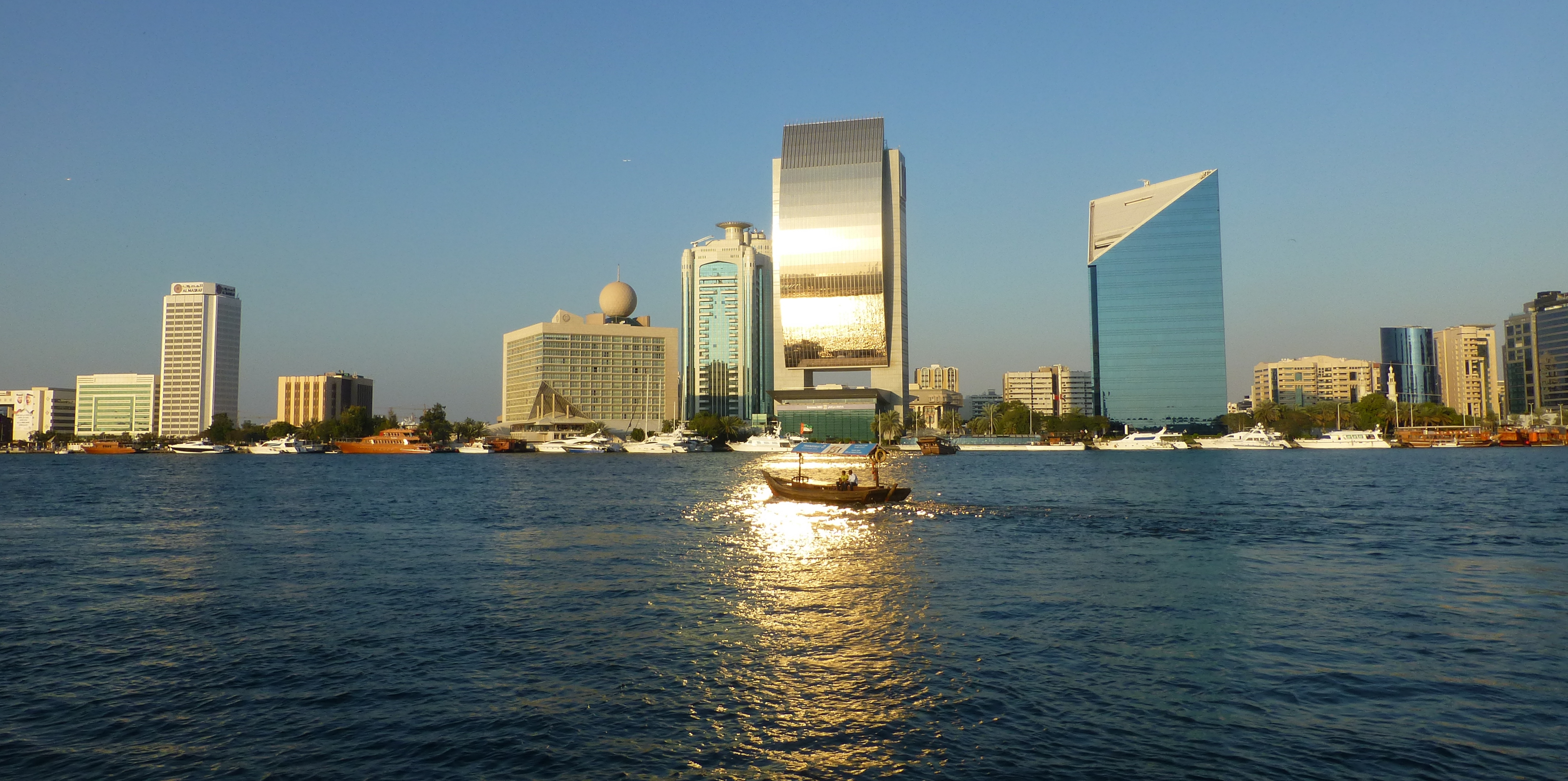
Budova Národní banky v Dubaji na pobřeží zálivu